# Atyás
Atyás (Ateaș), település Romániában, a Partiumban, Bihar megyében.

## Fekvése
Nagyszalontától északnyugatra fekvő település.

## Története
Atyás nevét 1283-ban említette először oklevél p. Athas néven. 
1808-ban Atyás, Átyies, 1888-ban Atyás, 1909-ben Ateas, Biharatyás, 1913-ban Atyás néven írták. 1332–1336 közötti években a pápai tizedjegyzékben Johannes sacerdos de v. Athas néven a Zovárd nemzetség
birtokaként volt említve. Papja 1332-ben 2 garas, 1336-ban ugyancsak 2 garas pápai tizedet fizetett. 1283-ban az elhalt Thanch fia Fülöp és Mortun fia Lőrinc itteni földjén rokonai: Bench, Miklós, Budun és Apa fiai osztoztak meg. 1403-ban Gyula város birtoka, majd Maróti-birtok lett. 1488-ban az Ugraiak részbirtoka volt. 1495-ben Nagyugrai Pál Athyas-i birtokrészét zálogba adja feleségének: Anasztáziának, és apósának; Teremi Péter kolozsvári polgárnak és családjának.
1530-ban Marcelházai Tanka János szentmihályfalvai plébános távol levő apai birtokrészeit, köztük Pwztha Athyas-t oltalmazás végett Iklódi Fodor Istvánra bízta. 1910-ben 653 lakosából 35 magyar, 608 román volt. Ebből 16 református, 622 görögkeleti ortodox volt. A trianoni békeszerződés után hozzácsatolták a Magyarországon maradt Geszt Romániához csatolt Tiszaradványpuszta nevű részét (162 román, 136 magyar lakossal). A trianoni békeszerződés előtt Bihar vármegye Cséffai járásához tartozott.

## Források

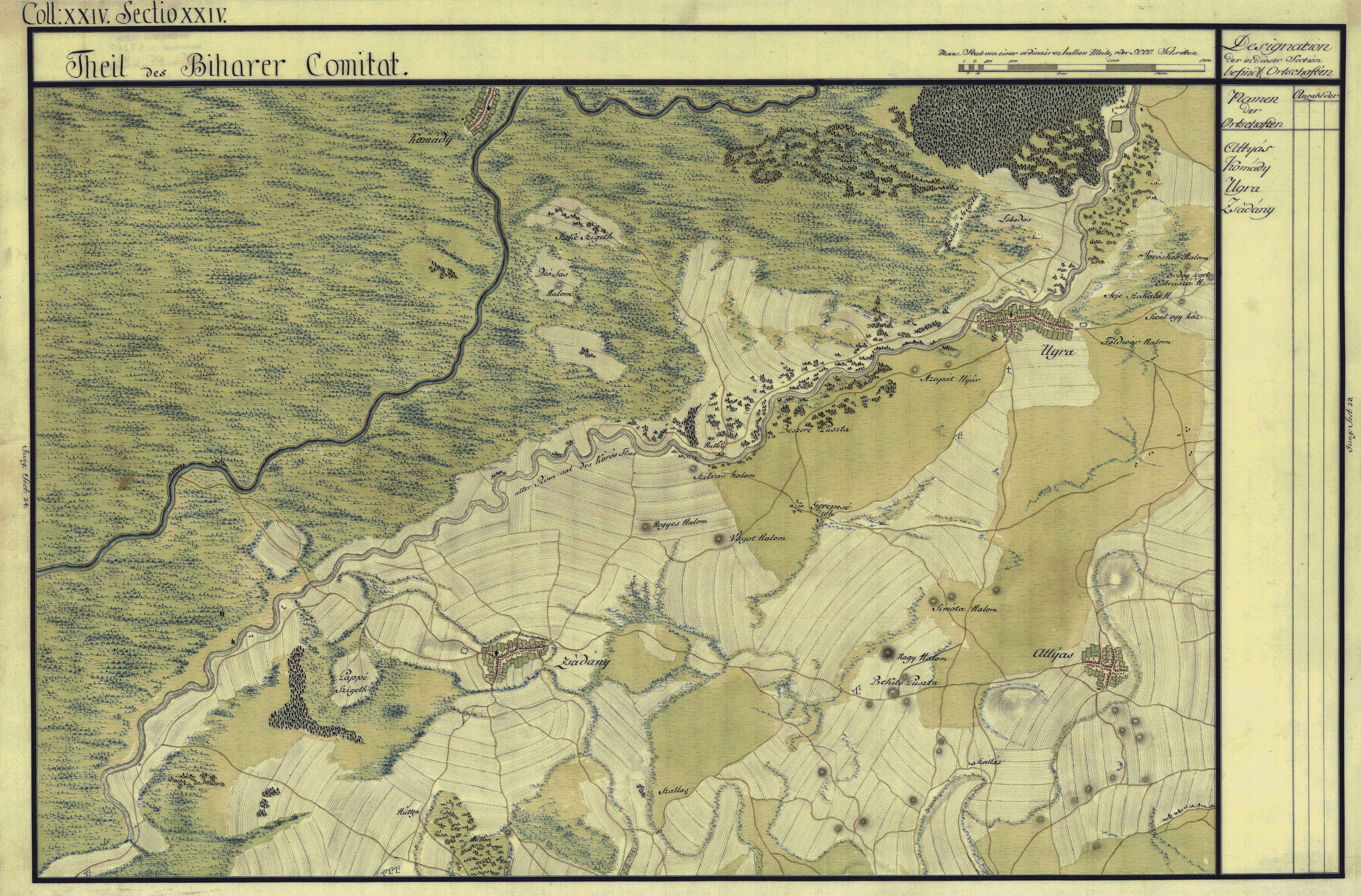
Atyás egy régi térképen